# Pseudopodabrus malickyi
Pseudopodabrus malickyi es una especie de coleóptero de la familia Cantharidae.

## Distribución geográfica
Habita en Tailandia.